# Хениль
Хени́ль (исп. Río Genil) — река на юге Испании, важнейший левый приток реки Гвадалквивир. Длина — 358 км. Площадь бассейна — 8278 км². Течёт в пределах Кордильера-Бетика, в нижнем течении — по Андалусской низменности. Расход воды — 40 м³/с. На реке созданы водохранилища. Река используется для орошения. Является второй по длине рекой в Андалусии и седьмой по длине на Пиренейском полуострове.

## Населённые пункты на реке
Хениль протекает через города Гранада, Сантафе, Чаучина, Фуэнте-Вакерос, Лачар, Вильянуэва-Месия, Уэтор-Тахар, Лоха, Иснахар, Куэвас-де-Сан-Маркос, Бенамехи, Пуэнте-Хениль и Эсиха, впадает в реку Гвадалквивир у Пальма-дель-Рио.

## Течение

### Исток реки
Хениль начинается в горах Сьерра-Невада на северном склоне горы Муласен. Верховья составляют несколько ручьёв, стекающих с Муласена и соседних пиков.

### Верхний Хениль
На спуске через Сьерра-Неваду Хениль питается различными ручьями, а чуть выше города Гехар-Сьерра принимает на справа реку Майтена, которая берёт начало в районе, известном как Лавадерос-де-ла-Рейна, у подножия гор Тахос-Негрос-де-Коватильяс. После пересечения муниципалитета Сенес-де-ла-Вега, Хениль входит в город Гранада с юго-восточного фланга.
Хениль проходит через весь город Гранада в череде благоустроенных общественных пространств: Пасео-де-ла-Бомба и дель-Салон, садов дель-Хениль, Каррера-де-лас-Ангустиас и площадей Бибатаубин, Мариана-Пинеда и дель-Кампильо. Весь участок между Зелёным мостом и мостом Хениль, включая два берега, русло реки, парапеты и пешеходный мост Лас-Брухас, был объявлен объектом культурного интереса в категории «Исторический сад».
Оставив город позади, Хениль протекает с востока на запад через всю впадину Гранады, центральная часть которой представляет собой осадочный бассейн, орошаемый рекой и её притоками, что обеспечивает необходимые водные ресурсы, позволяющие с древних времён поддерживать высокую плотность населения и развивать высокопродуктивное сельское хозяйство. Река Хениль, а также её притоки Бейро, Моначиль, Хункариль, Саладо и Дилар подверглись интенсивному канализированию, проходя через плодородную равнину Гранады.
В восточной части впадины Хениль направляется в сторону Лохи через коридор, который образует промежуточную зону между верхним и нижним течениями. Здесь впадают притоки Фрио и Песке незадолго до впадения в большое водохранилище Иснахар.

### Нижний Хениль
После водохранилища Иснахар, Хениль протекает по границе между провинциями Малага и Кордова, а немного дальше — между Кордовой и Севильей. На этом участке она протекает через муниципалитеты Руте, Куэвас-де-Сан-Маркос, Энсинас-Реалес, Куэвас-Бахас, Бенамехи, Паленсиана, Лусена, Аламеда и Бадолатоса, направляясь к Кампинье. Здесь находятся два небольших водохранилища: водохранилище Мальпасильо и водохранилище Кордобилья, четвёртое и последнее водохранилище на реке Хениль. Оба были объявлены природными объектами в связи с их важностью для размещения многочисленных птиц во время их миграционных перелетов.
Почти весь этот участок реки имеет изрезанный рельеф с уклонами, почти всегда превышающими 20 %. Хениль в этой части своего течения глубоко внедряется в триасовые материалы, образуя узкую долину с крутыми склонами. Различная твёрдость материалов триасового периода способствовала дифференциальной эрозии, что отражается в изрезанном рельефе. Таким образом, наиболее возвышенные места образуются доломитовыми обнажениями, с суглинисто-глинистые занимают наиболее депрессивные топографические участки.

## Гидрологический режим

### Притоки
Наиболее важными притоками с точки зрения стока и протяженности являются Кубильяс с истоками в источниках Дейфонтес, Кабра, которая берёт начало в районе Фуэнте-дель-Рио-де-Кабра, реки Анзур и Качин с истоками в Сьерра-де-ла-Альмихара. Другими притоками Хениля являются реки Бейро, Моначиль, Агуас-Бланкас, Дарро и Дилар в верховьях; реки Нонилес, Мансаниль, Фрио, Пескера и ручей Салар в верхнем бассейне; и ручей Церезо, реки Егуас и Бланко в нижнем бассейне.

### Речной режим
Река имеет плювио-нивальный режим, достигающий своего максимума зимой, благодаря осадкам, выпадающим с атлантических фронтов, и весной, в результате оттаивания Сьерра-Невады и других гор Бетика, впадающих в реку. Летом она очень низкая из-за отсутствия осадков в бассейне. Хотя он регулируется несколькими водохранилищами, он вызвал наводнения в Экидже в 1997 и 2010 годах, причём в последнем случае его объём составил 1119 м³/с.

## Общественное пользование
Река известна своей пригодностью для рафтинга, участок у города Бенамеджи считается порогом III класса. В городах Куэвас-Бахас и Куэвас-де-Сан-Маркос этим видом спорта можно заниматься и на уровне начинающих.